# آرثر ك. غريني
آرثر ك. غريني (بالإنجليزية: Arthur C. Greene)‏ هو سياسي أمريكي، ولد في 22 يناير 1881 بدينيسون في الولايات المتحدة، وتوفي في 10 يونيو 1958. حزبياً، نشط في الحزب الجمهوري. وقد انتخب عضو مجلس نواب ولاية ايوا.